# 惠普車庫
惠普車庫（英語：HP Garage），是美國的一座私人博物館，位於加利福尼亞州帕羅奧圖（Palo Alto），為惠普公司的創業地，被認為是矽谷之發源地。1930年代，斯坦福大學及其工程學院院長弗雷德里克·特曼（Frederick Terman）開始鼓勵教職員工和畢業生留在該地區而不離開加州，以將該地發展成高科技地區。惠普創始人比爾·休利特（Bill Hewlett）和大衛·帕卡德（David Packard）被認為是第一批接受特曼建議的斯坦福大學學生 。
這座車庫此後被指定為加州歷史地標，並被列入國家史蹟名錄。雖然不向公眾開放，但可以從人行道和車道上看到該物業，並且設有解說牌讓人了解其歷史。

## 歷史
該住宅的門牌最初被指定為艾迪生大道367號（367 Addison Avenue），於1905年由約翰·斯賓塞博士（John Spencer）、他的妻子Ione和他們的兩個成年女兒首次居住。斯賓塞博士於1909年成為帕羅奧圖的第一任市長。1918年，這棟房子被分成兩個獨立的公寓，門牌號碼為367和369。
1937年，當時25歲的大衛·帕卡德在帕羅奧圖拜訪了比爾·休利特，兩人舉行了第一次商務會議。兩人都曾就讀於斯坦福大學，其工程學院院長弗雷德里克·特曼鼓勵他的學生留在加州在該地區建立自己的電子公司。
1938年，新婚的大衛和露西爾帕卡德夫婦搬進了艾迪生大道367號一樓的三房公寓，比爾休利特睡在小屋裡。已喪偶的斯賓塞夫人搬進了艾迪生大道369號二樓的公寓。休利特與帕卡德開始使用車庫創立業務，資本為538美元（相當於2021年的10,357美元）。
1939年，帕卡德和休利特通過擲硬幣結成合作夥伴關係，從而創造了 Hewlett-Packard 的公司名稱。
惠普公司在車庫中製造的第一款產品是音頻振盪器HP200A。惠普的首批客戶之一是華特迪士尼製片廠（Walt Disney Studios），該公司購買了8個振盪器來測試和驗證影院的音響系統，這些影院當時將上映第一部以立體聲發行的動畫電影《幻想曲》（Fantasia）。
1985年，車庫被指定為帕羅奧圖市地標。
1987年，車庫名列為加州歷史地標976號。
2000年，惠普公司購入了這棟房子與車庫，在2005年完成修復。
2007年4月20日，惠普車庫列入國家史蹟名錄。
| - 艾迪生大道367~369號 - 加州歷史地標與國家史蹟名錄銘牌 - 從人行道所見的車庫 |

## 外部連結
- （英文）HP Garage （页面存档备份，存于）